# Vampire Knight
A Vampire Knight (ヴァンパイア騎士; Vanpaia Naito) sódzso manga- és animesorozat, megalkotója pedig Hino Macuri. A manga első fejezete a LaLa mangamagazinban jelent meg 2004 novemberében, és 2013 májusában adták ki az utolsó fejezetet. A köteteket a Hakusensha kiadó adja ki tankóbon-formátumban. A mangát Észak-Amerikában és az Egyesült Királyságban a Viz Media adja ki, valamint náluk van az anime vetítési joga is az Egyesült Államokban. Az első angol nyelvű fejezet 2006-ban látott napvilágot, a Viz Media Shojo Beat magazinjában. Az új köteteket az amerikai kiadó egyenként, negyedévente publikálja. A mangát Magyarországon a MangaFan Kiadó kezdte el kiadni 2010. december 10-én.
A manga megélt több hangoskönyv, és két animesorozat adaptációt is. Az animében a hangoskönyvön hallható szeijúk közül sokan közreműködtek. Az első anime sorozatot Japánban a TV Tokyo vetítette 2008. április 8. és 2008. július 1-je között. A második sorozatot ugyanaz a csatorna vetítette 2008. október 7-e és 2008. december 30-a között. Mindkét sorozatot a Studio Deen készítette. A magyar Animax a 2010-es téli MondoConon jelentette be, hogy a Vampire Knight anime mindkét sorozatát tervezik levetíteni, melyeket azóta le is adtak.

## Cselekmény
Cross Júki visszaemlékszik arra a pillanatra, mikor egy vámpír tört az életére, de egy másik vámpír, Kuran Kaname megmentette. Tíz évvel később Júki és gyerekkori barátja, a vámpírvadász Kirjú Zero a Cross Akadémia fegyveres őreiként dolgoznak. A feladatuk hogy megvédjék a nappali tagozatosokat az esti tagozatosoktól, akik vámpírok. Júki azonban tudomást szerez arról, hogy Zeróban évek óta lappang a vámpírvér, és arról hogy ő maga is a Kuran nevű vámpír klán tagja. Mikor Kuran Ridó, Júki nagybátyja visszatér hogy végezzen a lánnyal, Kaname kénytelen megharapni a lány nyakát. A harapás feléleszti a Júkiban csörgedező vámpírvért, és miután Zero megölte Ridót és szövetségeseit, a vámpír tanács tagjait is elpusztították, Júki megtudja hogy egyike a Kuran klán alapítóinak. Júki és Zero ellenségekként válnak el, így a lány Kanaméval tér vissza a Kuran házba. Egy évvel később Júki egy új vámpírszervezettel és annak vezetőjével, Sirabuki Szarával kénytelen szembenézni.

## Médiamegjelenések

### Manga
A manga első fejezete Japánban a Hakusensha LaLa című magazinjában jelent meg, 2004 novemberében. Az Egyesült Államokban az első angol nyelvű fejezet 2006-ban látott napvilágot, a Viz Media Shojo Beat magazinjában. Az új köteteket az amerikai kiadó egyenként, negyedévente publikálja 2006 júliusától. Ausztráliában és Új-Zélandon a Madman Entertainment adja ki a mangát angol nyelven. Magyarországon a MangaFan kezdte meg a manga magyar nyelvű kiadását 2010-től. A kiadó a Vampire Knightban fellelhető japán neveket Hepburn-átírással romanizálta, meghagyva a keleti névsorrendet.

### Hangoskönyv
A mangának két hangoskönyv feldolgozása is megjelent. Az első a LaLa Kirameki, mely a magazin 2005. szeptemberi számához járt ajándékként. A másodikat, a Vampire Knight Midnight CD-Packot csak az Interneten keresztül lehetett megrendelni.

### Anime
A Studio Deen készítette el a sorozat 26 epizódos anime adaptációját Szajama Kijoko rendezésében. Több, a hangoskönyvben is hallható szeijú kölcsönözte a hangját a szereplőknek az animében. Japánban 2008. április 8-ától július 1-ig vetítette az első sorozatot a TV Tokyo, majd az esti órákban több másik japán csatorna is leadta az ismétléseket. A második sorozatot Vampire Knight Guilty címmel vetítette le szintén a TV Tokyo 2008. október 7. és december 30. között. Az Egyesült Államokban a Viz Media vetítette az animét, a DVD-ket is ő adja ki 2010. július 20-a óta.
Magyarországon az első évadot az Animax 2011. május 13. és 2011. június 24. között, a Vampire Knight Guilty-t pedig folytatásban 2011. június 24. és 2011. augusztus 5. között vetítette magyar szinkronnal.
Az anime sorozatainak openingje alatt az On/Off együttes dalai szólnak. Az első alatt a Futacu no Kodó to Akai Cumi (ふたつの鼓動と赤い罪) hallható, a második alatt pedig a Rondo-Rinne (輪廻 -ロンド). Az endingek alatt pedig Vakesima Kanon dalai szólnak, az első alatt a Still Doll, a második alatt pedig a Szuna no Osiro (砂のお城). Az aláfestő zenéket Takefumi Haketa szerezte.

### Light novel
Két, a sorozat történetének mellékágait feldolgozó light novel került kiadásra Japánban a Hakuszensa jóvoltából, melyeken Hino Macuri – a mangasorozat eredeti alkotója – és Fudzsiszaki Ajuna dolgoztak. Az első címe Vampire Knight: Ice Blue no Cumi (ヴァンパイア騎士 憂氷の罪; Vanpaia Naito: Aiszu Burú no Cumi) címen jelent meg 2008. április 5-én. A második pedig 2008. október 3-án jelent meg, Vampire Knight: Noir no Vana (ヴァンパイア騎士 凝黒の罠; Vanpaia Naito: Nóváru no Vana) címmel.

### Videójáték
A sorozat alapján készült egy randiszimulátor is, Vampire Knight DS (ヴァンパイア騎士; DS, Vanpaia Naito Díeszu) címmel. A D3 Publisher adta ki Japánban 2009 januárjában.

### Kalauz
Japánban 2008. novemberében megjelent a Vampire Knight hivatalos kézikönyve, Vampire Knight Fanbook: Cross (ヴァンパイア騎士 ファンブックX; Vanpaia Naito Fanbukku Kuroszu) címmel. A kézikönyv tartalmaz információkat és illusztrációkat a szereplőkről és Hino Macuri jegyzeteit, hozzáfűznivalóit is tartalmazza. A kalauzt 2010. október 19-én adta ki angolul a Viz Media.

### Művészeti album
Egy 94 oldalas művészeti albumot is kiadtak Japánban 2010. július 5-én. Az művészeti albumban 100 korábban leközölt illusztráció található meg, valamint egy dupla oldalas kép is, amit Hino Macuri direkt a kiadvány alkalmából készített.

## Magyarul
- Vampire knight. Hino Matsuri mangája, 1-19; MangaFan, Budapest, 2010–2011, MangaFan, Szigetszentmiklós, 2012–2016
  - 1. ford. Nikolényi Gergely; 2010
  - 2. ford. Koch Zita; 2011
  - 3. ford. Koch Zita; 2011
  - 4. ford. Koch Zita; 2012
  - 5. ford. Koch Zita; 2012
  - 6. ford. Koch Zita; 2012
  - 7. ford. Koch Zita; 2013
  - 8. ford. Koch Zita; 2014
  - 9. ford. Koch Zita; 2014
  - 10. ford. Koch Zita; 2014
  - 11. ford. Koch Zita; 2014
  - 12. ford. Koch Zita; 2015
  - 13. ford. Koch Zita; 2015
  - 14. ford. Koch Zita; 2015
  - 15. ford. Koch Zita; 2015
  - 16. ford. Koch Zita; 2016
  - 17. ford. Koch Zita; 2016
  - 18. ford. Koch Zita; 2016
  - 19. ford. Koch Zita; 2016

## Fogadtatás
A Vampire Knight pozitív fogadtatásban részesült. A MangaFan fórumán a kiadó jelezte, hogy a téli MondoConra kivitt kötetek közül mindegyik elfogyott. Az Alexandra Top 100 Képregény listáján a Vampire Knight 2011 januárjában az első helyen nyitott, megelőzve a Hetalia: Tengelyhatalmak második kötetét. 2010 áprilisára az ötödik helyre csúszott.